# لوروا لورانس
لوروا لورانس (بالإنجليزية: Leroy Lawrence)‏ هو سياسي أمريكي، ولد في 22 يونيو 1908 بأرلينغتون في الولايات المتحدة، وتوفي في 17 نوفمبر 1997. حزبياً، نشط في الحزب الجمهوري. وقد انتخب عضو مجلس نواب فيرمونت.